# Władysław Zajączkowski

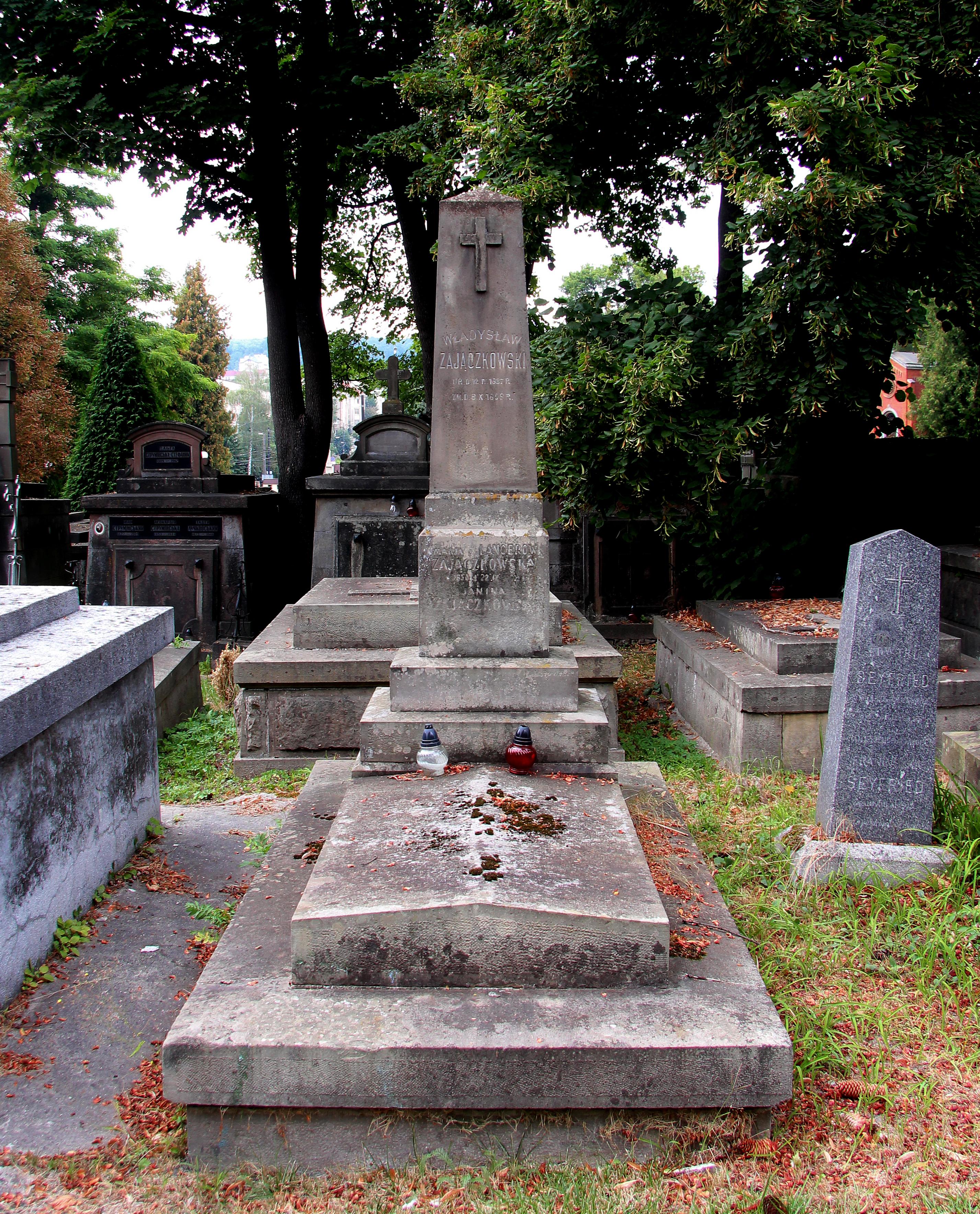
Grób Władysława Zajączkowskiego na Cmentarzu Łyczakowskim we Lwowie

Władysław Zajączkowski (ur. 12 kwietnia 1837 w Strzyżowie, zm. 7 października 1898 we Lwowie) – polski matematyk, rektor Politechniki Lwowskiej.

## Życiorys
Był synem farmaceuty Jana i Alojzy z Tokarskich. Uczył się w gimnazjach w Rzeszowie i Krakowie, odbył studia matematyczne i fizyczne i przyrodnicze w Uniwersytecie Jagiellońskim oraz na uniwersytetach w Getyndze, Berlinie i Wiedniu.
W latach 1858–1864 pracował w krakowskim uniwersytecie, początkowo jako asystent w Katedrze Fizyki. W 1861 uzyskał stopień doktora
filozofii na podstawie rozprawy Stosunki barometryczne Krakowa jako przyczynek do klimatologii, po habilitacji w 1862 (praca O całkach Eulera i Fouriera), jako docent w Katedrze Matematyki Elementarnej. W latach 1864–1872 pracował w Katedrze Mechaniki Analitycznej w Szkole Głównej w Warszawie, od 1867 jako profesor nadzwyczajny i kierownik tej katedry. Równolegle (1867–1872) kierował Katedrą Geometrii Analitycznej Uniwersytetu Warszawskiego.
W 1872 mianowany profesorem zwyczajnym matematyki na Politechnice Lwowskiej został także kierownikiem Katedry Matematyki. W latach 1878/1879 i 1885/1886 pełnił godność rektora Politechniki Lwowskiej.
W pracy naukowej zajmował się teorią równań różniczkowych, geometrią analityczną oraz matematycznymi metodami w fizyce. Mimo że nie stworzył żadnej oryginalnej koncepcji naukowej, wydał szereg bardzo ważnych przyczynków.
Od 1873 był członkiem korespondencyjnym Akademii Umiejętności w Krakowie, a od 1890 członkiem czynnym oraz członkiem Krajowej Rady Szkolnej, członkiem korespondentem Towarzystwa Nauk Ścisłych w Paryżu. Członek redakcji czasopisma „Archiv der Mathematik und Physik”.
Ogłosił 14 prac matematycznych i wydał 4 obszerne podręczniki, a także historię Politechniki Lwowskiej.

## Wybrane publikacje naukowe
- Teoryja funkcyi potencyalnej (1864)[1]
- Geometryja analityczna (1865)[2]
- Odczyty z geometryji analitycznej (1865)[3]
- Teoryja równań różniczkowych o cząsteczkowych pochodnych rzędu 1. (1867)
- Wykład nauki o równaniach różniczkowych (1877)
- Zasady algebry i rachunku infinitezymalnego (1879)[4]
- Teoryja wyznaczników o p wymiarach (1881)[5]
- Zasady algebry wyższej (1884)[6]
- C.K. Szkoła Politechniczna we Lwowie. Rys historyczny jej założenia i rozwoju ... (1894)